# André Minaux
André Minaux, né le 5 septembre 1923 à Paris et mort le 4 octobre 1986 à Provins, est un peintre, sculpteur, illustrateur, graveur et lithographe français.
Il participe au mouvement de la Jeune peinture dans les années 1950. Plus tard, il fait partie du groupe L'Homme Témoin. Il appartient à l'École de Paris.

## Biographie
André Minaux, né de père lorrain, négociant en tissus et décorateur, et de mère provençale, effectue ses études secondaires au collège des Jésuites de la rue de Madrid à Paris. Il est initié à l'art par son père qui le conduit dans des expositions et avec qui il peint le dimanche. En 1940, Minaux entre à l'École des arts décoratifs où il est l'élève de Maurice Brianchon « qui apprécie ses dons» et de Roland Oudot. En 1945, il accomplit son service militaire à Avignon où la découverte de la lumière provençale, notamment au travers de la peinture d'André Marchand, marque sa sensibilité picturale. Il épouse Hélène Benoît en 1947, année qui marque le début de sa carrière artistique.

### Le «naturalisme» (1945-1953)

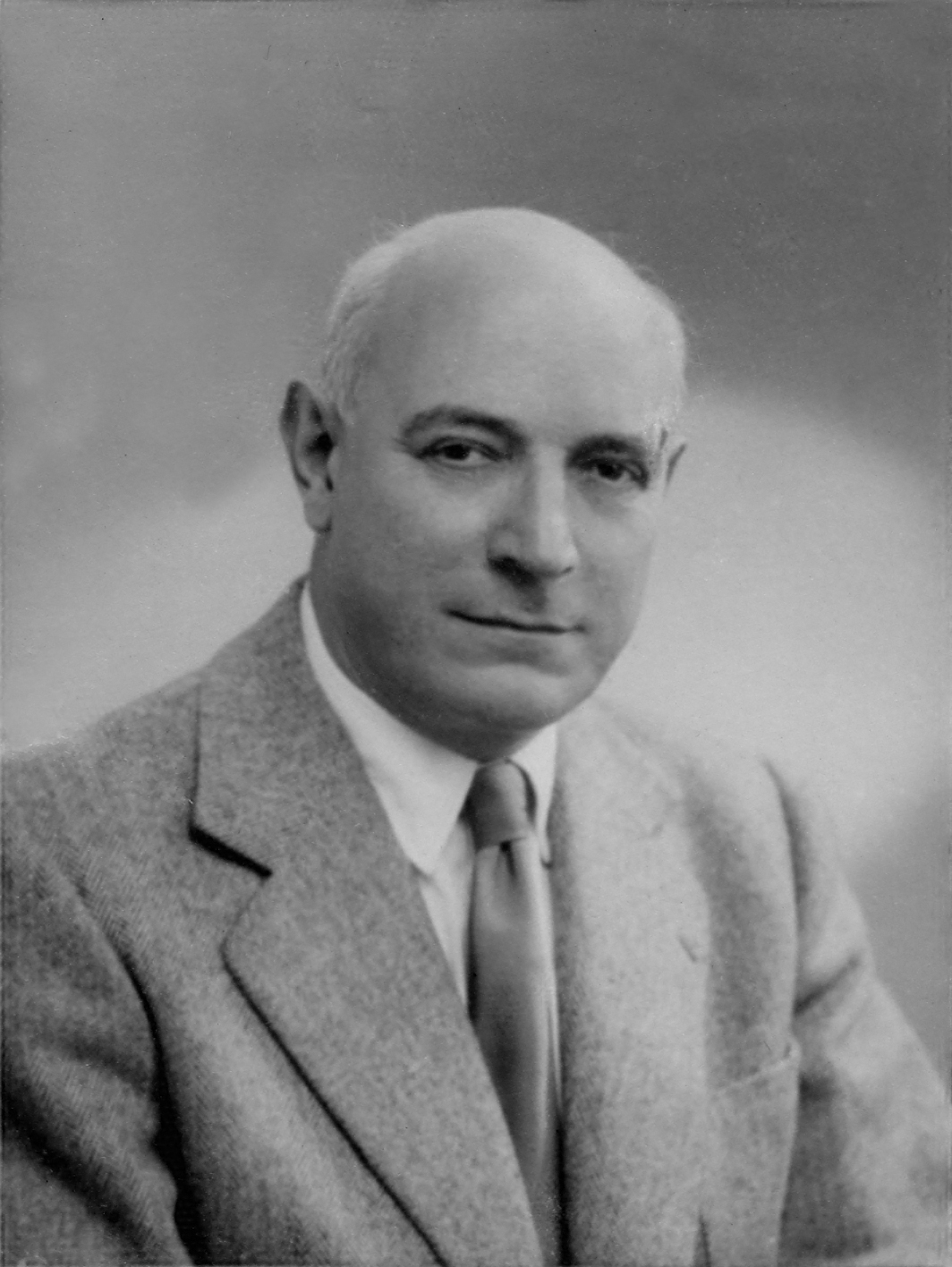
Fernand Mourlot.

Il envoie Le Raccommodeur de filets au Salon d'automne de 1948. Cette toile est très remarquée par les critiques d'art. L'année 1948 est aussi pour lui la découverte de l'atelier de Fernand Mourlot et les débuts de sa carrière de lithographe. Le maître-imprimeur se souvient d'un Minaux alors très timide et disant : « je veux bien faire de la lithographie, j'ai entendu parler de Mourlot, mais il travaille avec Picasso, avec Matisse, avec Braque. Moi, pauvre petit, qu'est-ce que j'rais faire là dedans ? ». Les frères Mourlot l'ont cependant persuadé et il est venu : « Picasso était chez nous, ça l'a stimulé et il s'est mis à travailler beaucoup, toujours en noir, des choses robustes, austères, très réalistes, dans l'esprit de Courbet », s'intéressant cependant plus tard à la couleur.
1949 est l'année de la consécration : Minaux obtient le Prix de la Critique,et expose, entre autres, au Salon des Jeunes peintres, à la galerie Claude de la rue de Seine à Paris, avec le groupe de l'Homme Témoin (groupe de peintres rejetant l'art abstrait où, avec Bernard Buffet et Simone Dat, Minaux rejoint Bernard Lorjou et sa compagne Yvonne Mottet, Michel de Gallard, Paul Rebeyrolle et Michel Thompson). Installé alors au 60, avenue de Flandre à Paris, Minaux réinvente une figuration où le dessin joue un rôle essentiel. Il utilise un trait lourd qui sculpte la matière et donne une force à ses compositions. « L'utilisation de tons sourds, terriens renforce cet effet », écrit Pierre Basset dans L'Alchimie des noirs publié en 2001. Il met cette simplicité au service de l'Homme, en privilégiant une esthétique dépouillée.
Le musée d'art moderne de la ville de Paris achète une première toile en 1950. La première grande exposition personnelle de Minaux se déroule en 1951 à la galerie Bernier à Paris. Minaux expose La Descente de Croix, Le Sanglier, La Nature morte à la bouilloire et La Mise au tombeau. Il participe à la Biennale de Venise de 1952 avec une grande composition inspirée par un voyage en Espagne.

### Période «agreste» (1953-1962)
En 1953, André Minaux présente sa première exposition à Londres à l'Adams Gallery, où une œuvre est achetée par la Tate Gallery. Il fait également sa première exposition particulière de lithographies à Paris, à la galerie Sagot-Le Garrec. il est en 1956 nommé membre du Comité des peintres-graveurs, du Comité national de la gravure et du Comité du livre illustré français.
En 1955, il est désigné comme « l'un des dix peintres s'étant révélés au public depuis la Libération » lors d'un référendum de la revue Connaissance des arts.
En mai 1957, Le Comité national du livre illustré français présente l'exposition « Les chefs-d'œuvre des illustrateurs français contemporains (Jean-Gabriel Daragnès, Albert Decaris, Bernard Buffet, Michel Ciry, Gabriel Dauchot, Jacques Houplain, André Minaux, Pierre-Yves Trémois) » au musée d'art de Toulon.
En 1960, il expose La Noce à la Maison de la pensée française, rue de l'Élysée à Paris. C'est une toile de cinq mètres sur trois, aux personnages nombreux et aux scènes multiples, qui repose essentiellement sur la densité des couleurs, désignée même comme « une fête de la couleur », rapprochée aussi d'Un enterrement à Ornans de Gustave Courbet- André Minaux est « un ouvrier de l'espèce Courbet » écrit au demeurant George Besson.
En 1962 naît sa fille Agnès. Minaux expose la même année à New York, à la galerie David Findlay, des portraits et des natures mortes représentatifs de l'École de Paris, qui remportent un vif succès, et il illustre pour les éditions De Draeger, sur le thème de L'été de la Saint-Martin, le catalogue de luxe annuel ou Liste des grands vins de la maison Nicolas.

### Période «Barques et épaves» (1963-1965)
1963 marque une année charnière par l'exposition « Les Barques échouées » à la galerie Maurice Garnier à Paris. Minaux montre comment un peintre pourrait aller jusqu'à l'abstraction en parlant de la nature.
En 1964, il participe à l'exposition des affiches de l'atelier de lithographie Mourlot à la Maison de la pensée française.

### Période «figurative» (1965-1971)
Minaux entreprend la sculpture en 1967. En 1968, une exposition particulière et permanente est organisée à Colmar au musée Unterlinden. Il s'agit d'une donation de grandes compositions représentatives des différentes périodes de l'artiste. Cette même année a lieu le Salon Peintres témoins de leur temps au musée Galliera. Minaux y expose une grande toile, La Pilule, sujet révolutionnaire et remarqué.
En 1970, André Minaux entreprend la gravure sur cuivre.
En 1971, il expose chez Maurice Garnier, avenue Matignon à Paris, de grandes silhouettes peintes sur contreplaqué, mi-peintures, mi-sculptures. Dans la foulée, il expose des portraits de femmes aux grands yeux noirs. La Femme devient un thème récurrent chez Minaux.

### Période de la simplification (1972-1978)
À partir de 1972, Minaux approfondit la technique du pastel et du fusain, tout en travaillant un nouveau procédé, l'acrylique. Le style de l'artiste se dépouille et des distances sont prises vis-à-vis du figuratif. La même année, il fait une exposition importante de fusains et de pastels à la galerie Maurice Garnier.
1976 marque un retour à la lithographie où la simplification des lignes s'allie aux grands à-plats de couleur.
En 1978 a lieu une exposition de gravures sur cuivres à la galerie Sagot-Le Garrec. Les gravures sont traversées de silhouettes noires et grises, de géométries animées de lignes et de visages.

### Les instruments de musique (1979-1985)
En 1979, Minaux entame la réalisation de grandes compositions où le thème des trombones est un élément majeur. Période axée sur les instruments de musique, thème poussé et exploité dans toutes les disciplines pratiquées par l'artiste.
En 1983 a lieu une exposition de pastels et de dessins préparatoires exécutés en gravures sur cuivre pour le livre Le Roi Cophétua de Julien Gracq à la galerie Sagot-Le Garrec.

### Le «non-figuratif» (1980-1986)
Au cours de cette période, l'artiste entreprend une recherche pure de formes, de volumes et de couleurs par la technique du pastel. Plusieurs expositions de pastels avec le thème musical sont réalisées. Il y a une recherche encore plus marquée vers le non-figuratif. La critique est élogieuse : les figures sont devenues des formes, ces formes sont des couleurs et ces couleurs une matière. Le travail du pastel prend beaucoup d'importance dans les dernières années de la vie de l'artiste.
Minaux livre à travers cette technique une véritable synthèse de ses recherches plastiques : exposition des volumes, architectures des formes, variation des couleurs et une volonté de saisir l'essentiel. « C'est clair comme le jour, soyeux comme la nuit, rouge et noir comme le coquelicot, bleu comme le beau corps du corbeau », écrit le poète Robert Marteau pour qualifier l'œuvre de Minaux dans Les Secrets du métier.
Le 4 octobre 1986, André Minaux meurt des suites d'une crise cardiaque. « De Minaux, évoque encore Robert Marteau, on dira qu'il fut un homme de métier. Il savait que peindre, c'est apprendre à peindre. Il se voulait apprenti. Il n'aurait jamais voulu qu'on l'appelât "Maître", si ce n'est pour susciter le rire qu'il aimait »

## Expositions

### Expositions personnelles
- Galerie pittoresque, Paris, 1943[6].
- Galerie des impressions d'art, Paris, 1948[13].
- Galerie Saint-Placide, Paris, à partir de 1948[2].
- Musée des Beaux-Arts, Poitiers, 1949[6].
- Adams Gallery, Londres, 1950[4], 1953, 1957[6].
- Galerie Bernier, Paris, 1951[4], mai 1957[14],[15],[16].
- « André Minaux - Peintures, lithographies », galerie Michel Laya, Lausanne, 1951[3].
- Galerie Sagot-Le Garrec, Paris, à partir de 1953 (« André Minaux - Lithographies, dessins », 1953 ; « Hommage à Minaux graveur », 1991)[6],[4].
- « André Minaux - Lithographies », galerie Bridel - Nane Cailler, Genève, 1955[6].
- Galerie Dresdnère, Montréal, 1960[13].
- Maison de la pensée française, Paris, 1960[4].
- Galerie Maurice Garnier, Paris, 1960, 1963, 1968[17], 1971, 1972, 1976, 1977[4].
- Galerie David B. Findlay, New York, novembre 1962.
- Far Gallery, New York, 1967.
- Galerie Philippe Ducastel, Avignon, juillet-août 1969, 1972.
- Galerie Nichido, Tokyo, 1972.
- Galerie Yoshi, Tokyo, 1972.
- Galerie Marion Chauvy, Paris, décembre 1972.
- « André Minaux - Lithographies », galerie Artco, Aurillac, août 1973.
- Galerie Tendances, Paris, 1982 (« Peintures »)[4], 1984 (« Pastels »), 1985 (« Pastels »)[3].
- Maison de la culture de Bondy, 1986[4].
- Galerie de la Présidence, Paris, 1992[18].
- « André Minaux, 1948-1952 », galerie Florence Basset, Flassans-sur-Issole, avril-juin 2001[19],[20],[21],[22],[23],[24].
- « André Minaux, Entrevoir », galerie Arenthon, Paris, septembre-octobre 2023[25]

### Expositions collectives
- Salon des moins de trente ans, Galerie Royale, Paris, novembre 1942, 1946[13], 1947[6].
- Salon d'automne, Paris, à partir de 1944[2].
- « La Jeune Peinture - Bernard Buffet, Bernard Lorjou, André Minaux », Galerie Saint-Placide, Paris, 1948[26].
- Salon de mai, Paris, à partir de 1948[2].
- Salon des indépendants, Paris, 1948[2], 1949, 1950[6].
- « L'Association des amateurs de peinture présente Bernard Buffet, André Minaux, Roger Montané, Gaëtan de Rosnay, Maurice Rocher, Robert Savary, Maurice Verdier, Paul Aïzpiri… », Galerie Jacques Leuvrais, 182 rue du Faubourg-Saint-Honoré, Paris, janvier 1949[27].
- Salon des Tuileries, Paris, 1949.
- Salon d'art mural, Avignon, 1949.
- Salon de Mai, Paris, 1949, 1950[6].
- « Groupe de l'Homme-Témoin - Bernard Lorjou, Yvonne Mottet, Paul Rebeyrolle, Michel Thompson, Bernard Buffet, André Minaux et Simone Dat », Galerie Claude, Paris, 1949[2].
- Salon du dessin et de la peinture à l'eau, Paris, 1949, 1954, 1955[6].
- Salon des Jeunes Peintres, puis de la Jeune Peinture, Paris, 1950[8], 1951, 1952, 1959[6].
- Biennale de Venise, 1952[4].
- « Recent trends in realist painting - Francis Bacon, Bernard Buffet, Lucian Freud, Alberto Giacometti, André Minaux, Paul Rebeyrolle, Graham Sutherland », Institute of Contemporary Arts, Londres, juillet-août 1952[26],[28].
- « Aspect du réalisme », musée des Beaux-Arts de Mulhouse, 1952[3].
- « L'École de Paris », Galerie Charpentier, Paris, 1954-1959[6].
- « French painters from the collection of Eric Estorick (en) : Bernard Buffet, Antoni Clavé, Bernard Lorjou, André Marchand, André Minaux, Michel Patrix, Paul Rebeyrolle », Midland Group Gallery (en), Nottingham, février 1955 ; Newcastle upon Tyne, mars-avril 1955 ; York, mai-juin 1955[29].
- Salon des peintres témoins de leur temps, Musée Galliera, Paris, 1955[6].
- Biennale internationale d'art moderne, Tokyo, 1955[6].
- « Les chefs-d'œuvre des illustrateurs français contemporains », musée d'art de Toulon, 1957.
- Festival mondial de la jeunesse et des étudiants, Moscou, juillet-août 1957.
- Exposition universelle de Bruxelles, 1958.
- Biennale de Bruges, 1958[6].
- « La Jeune Peinture française », New York Coliseum, 1959[26].
- « Œuvres offertes par les artistes français et de divers pays - Bernard Buffet, Jean Commère, Géula Dagan, Pierre Garcia-Fons, Robert Lapoujade, André Minaux, Yvonne Mottet, Roland Oudot, Michel Patrix, Pablo Picasso, Édouard Pignon, Paul Rebeyrolle, Henry de Waroquier, Jean Weinbaum, Claude Weisbuch », Conférence d'Europe occidentale pour l'amnistie aux emprisonnés et exilés politiques espagnols, Maison de la pensée française, Paris, avril-mai 1961[30].
- « Les affiches de l'Imprimerie Mourlot », Maison de la pensée française, 1964[10].
- « Grands maîtres, petits formats - Pierre Bonnard, Philippe Cara Costea, Jean Commère, Henri-Edmond Cross, Honoré Daumier, André Derain, Charles Despiau, Charles Dufresne, Raoul Dufy, André Dunoyer de Segonzac, Georges Feher, Tsugouharu Foujita, Édouard Goerg, Jean Jansem, Charles Marcon, André Marchand, Henri Matisse, André Minaux, Alain Mongrenier, Roger Mühl, Jules Pascin, Pierre-Auguste Renoir, Georges Seurat, Paul Signac, Maurice de Vlaminck, Jacques Van den Bussche », Galerie Jean-Claude Bellier, Paris, décembre 1964.
- « Vingt peintres d'aujourd'hui », château de Saint-Ouen, 1967[10].
- « Peintres de la vie quotidienne - René Aberlenc, Guy Bardone, André Brasilier, Jules Cavaillès, Paul Collomb, René Genis, Paul Guiramand, Pierre Lesieur, Blasco Mentor, André Minaux, Roger Montané, Robert Savary, Jean Vinay », Musée historique et archéologique de l'Orléanais (hôtel Cabu), Orléans, avril-mai 1968.
- Exposition internationale de l'art figuratif, Tokyo, 1968[10].
- Salon des peintres témoins de leur temps, 1961[31], 1972.
- « Poésie murale », Maison de la culture de Brest, 1972.
- « La réaction figurative », Galerie Alan, Paris, mars-mai 1990[32].
- « La Jeune Peinture, 1941-1961 », hôtel de ville de Longuyon, 1992[32].
- « De Bonnard à Baselitz, dix ans d'enrichissements du cabinet des estampes, 1978-1988 », Bibliothèque nationale de France, 1992[33].
- « La réalité retrouvée - La Jeune Peinture, Paris, 1948-1958 : Françoise Adnet, Richard Bellias, Bernard Buffet, Philippe Cara Costea, Simone Dat, Gabriel Dauchot, Michel de Gallard, Raymond Guerrier, Roger Lersy, Bernard Lorjou, André Minaux, Jean Pollet, Paul Rebeyrolle, Gaëtan de Rosnay, Michel Thompson, Maurice Verdier », Musée Estrine, Saint-Rémy de Provence, juin-septembre 2010.
- « Les insoumis de l'art moderne », musée Mendjisky-Écoles de Paris, octobre-décembre 2016[28].
- « Puissance du trait - De Corot à Pablo Picasso », Centre Cristel éditeur d'art, Saint-Malo, janvier-avril 2017[34].
- « La Jeune Peinture », musée Baron-Martin, Gray (Haute-Saône), juillet-octobre 2017[35].
- « Juliette et André Darle, amitiés artistiques », musée de la vallée de la Creuse, Éguzon-Chantôme, octobre-novembre 2018[36].
- « Figures », musée Sainte-Croix des Sables-d'Olonne, octobre 2018 - février 2019.

## Réception critique

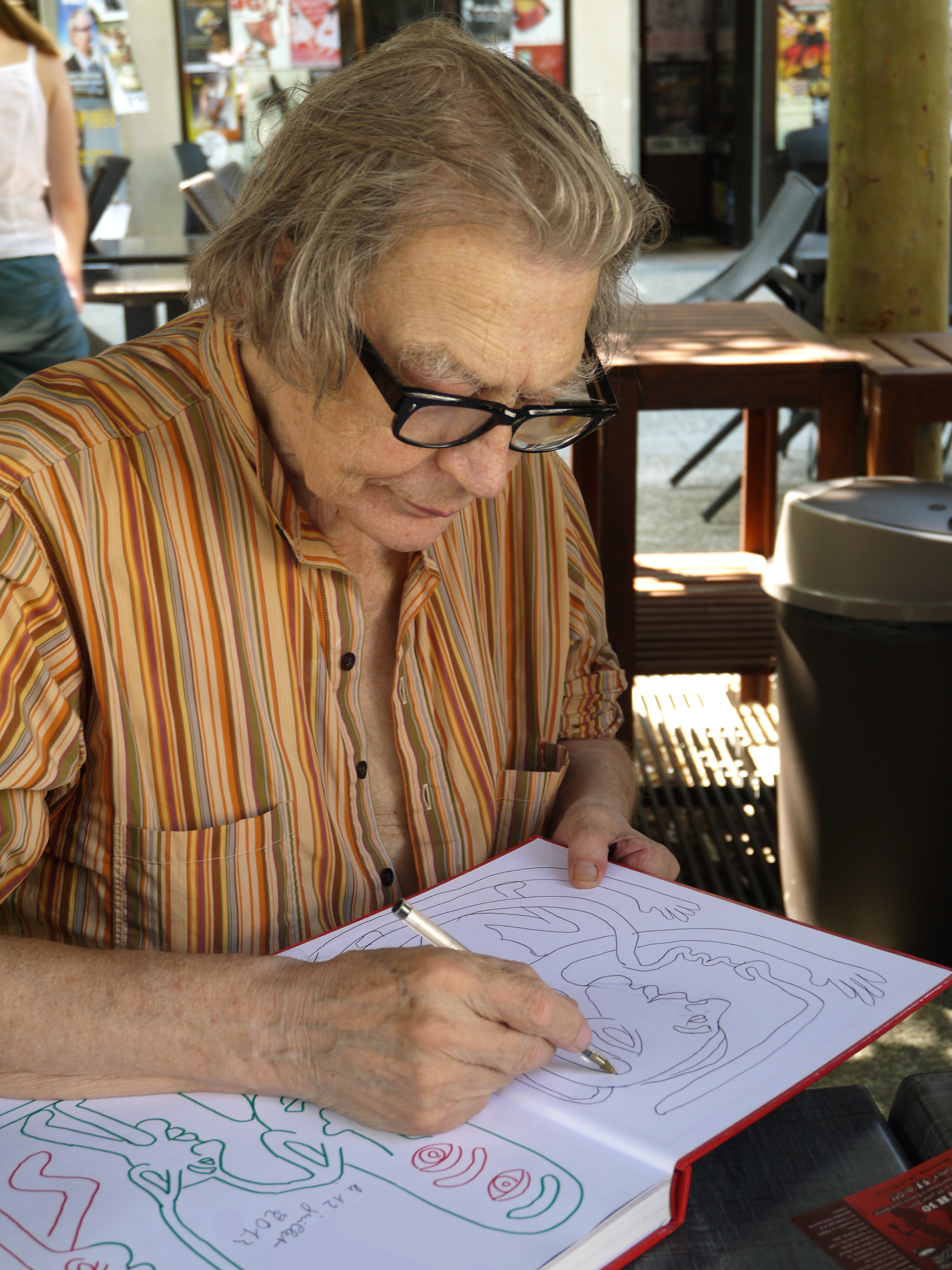
Yvon Taillandier.

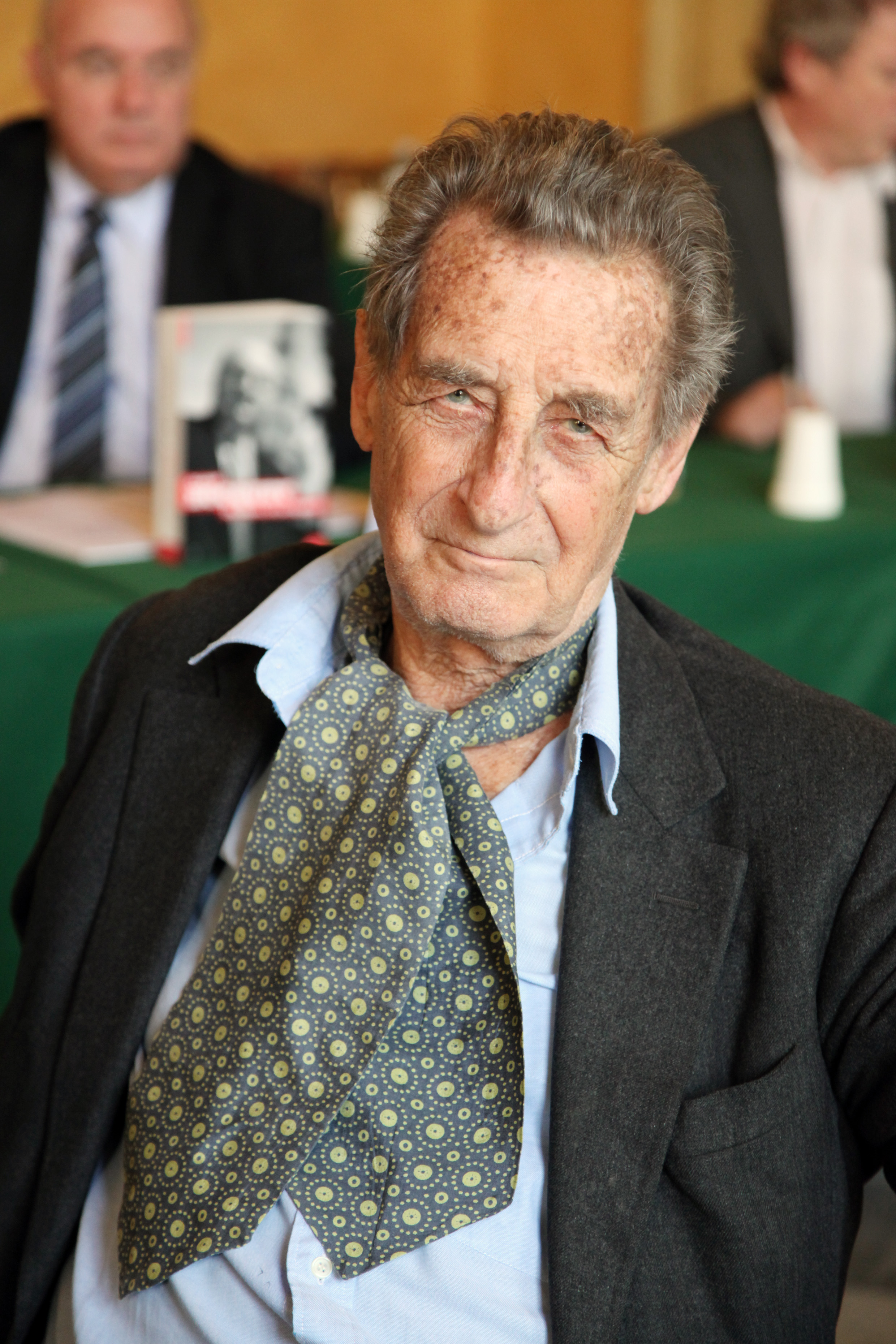
Jean Lacouture.

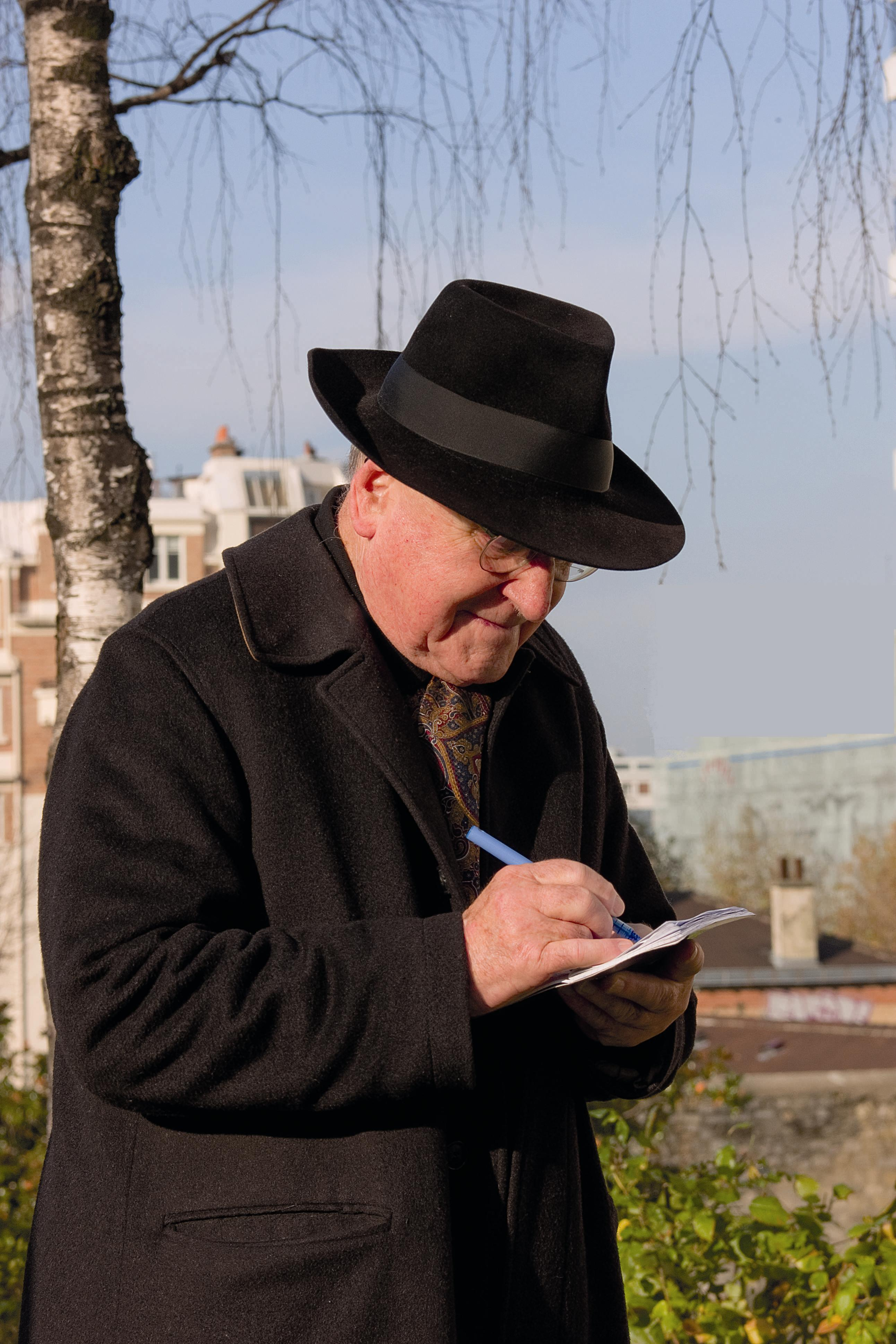
Robert Marteau.

« Qu'il existe un certain parallélisme entre les conceptions de Minaux et de Buffet, c'est évident, mais seule leur parfaite assimilation d'un "univers clos" à la Franz Kafka ou à la Eugène Dabit parvient à les hisser au premier rang de la peinture moderne. Une infinie tristesse un peu lasse se dégage de leurs compositions. L'un et l'autre exaltent un immense espoir, un profond amour de la vie qui n'ose pas s'extérioriser. Leur peinture n'est pas un renoncement. Leur art résume le drame d'une adolescence "coincée" entre la pré-guerre et la Libération. Il est véritablement l'expression la plus pure d'une vie sans printemps. »

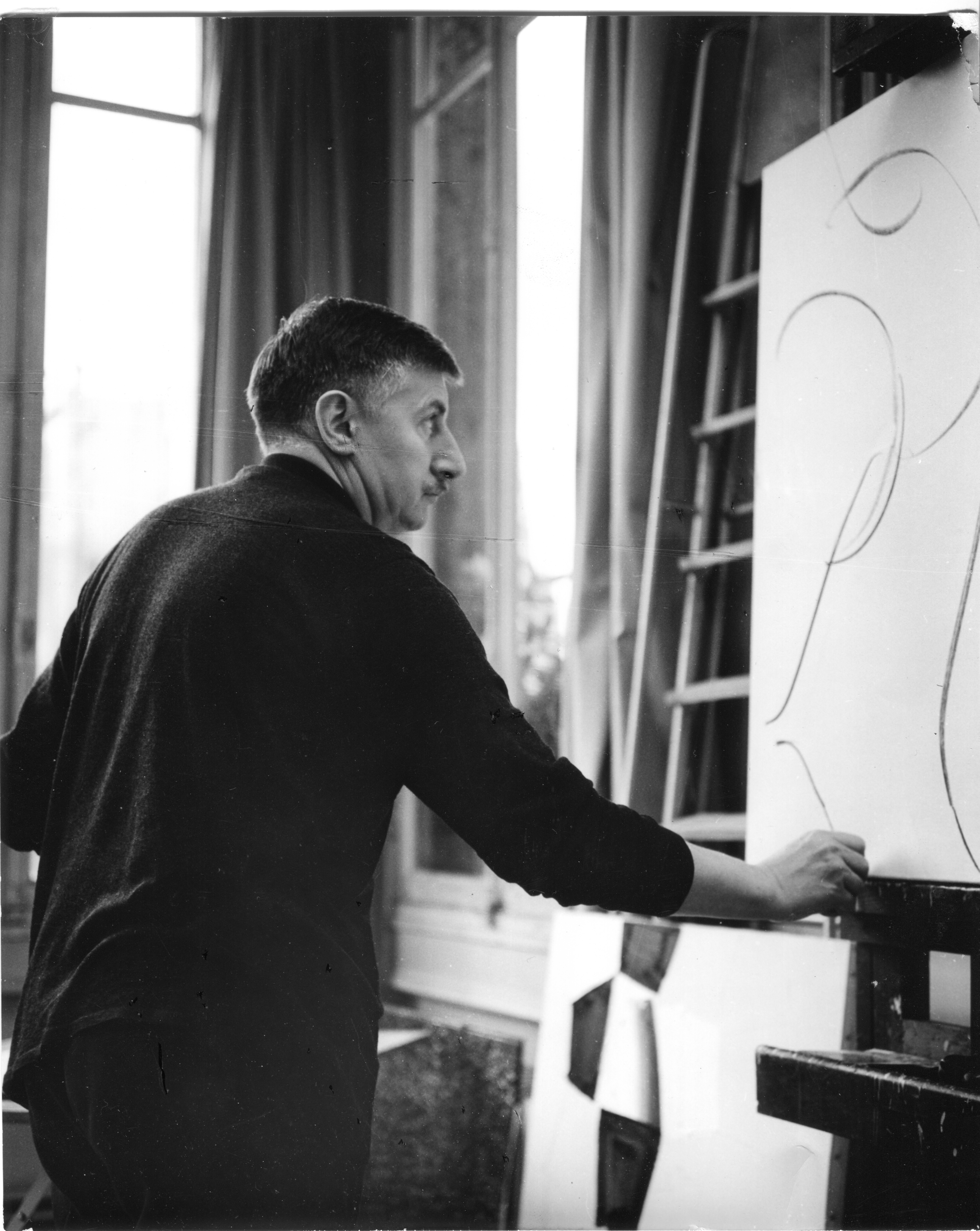
Jacques Busse.

— Éric Maurel

« À l'exposition Amédée de La Patellière au Musée d'Art moderne de la ville de Paris en 1943, il constate que sa propre recherche est singulièrement analogue à celle de ce grand aïné, et il réagit pour s'exprimer de façon personnelle. L'art de Minaux se situe aux frontières du néo-réalisme et d'un expressionnisme tendu. »

— Bernard Dorival

« Revenir à l'humain, ce n'est pas pour le peintre chercher le visage de l'humanité future, mais son visage de toujours. Contrairement aux cubistes et aux abstraits anthropomorphiques, il adopte une figuration qui, malgré des simplifications, reste traditionnelle. Les objets familiers sont, pour Minaux, les symboles d'une vie calme. Usagés, ils lui révèlent l'empreinte de la main humaine. Cette empreinte, on la retrouve dans sa peinture. Le cerne a un aspect plus manuel que géométrique. La matière, parce qu'elle suggère des impressions tactiles, est mise en évidence par un procédé qu'il a appris de Bonington : tons variés dans une même teinte... Le nu féminin est le thème où le style de Minaux évoque le plus celui de Paul Gauguin. Comme ce dernier, Minaux atténue le volume et fait usage du cerne. Comme Gauguin aussi, il combine plusieurs genres : le nu et, vu par une fenêtre, le paysage. »

— Yvon Taillandier

« Minaux doit être considéré comme l'un des plus importants lithographes de sa génération, tant par la quantité que par la qualité de sa production, parallèlement à son œuvre peint. Ses lithographies le situent dans la tradition des plus grands peintres-graveurs. Il a marqué dans cette époque de confusion la suprématie du talent associé à un travail assidu sur ce qui n'est plus, bien souvent, chez certaines "vedettes" éphémères que de l'improvisation à effets destinée, provisoirement, à "épater" les béotiens en mal de modernisme. »

— Charles Sorlier

« On pourrait appeler “matissienne” la démarche de Minaux dans sa recherche de la perfection. C'est le même parti pris de la surface plate colorée, en juxtaposition avec l'objet réduit lui aussi à son image plate, mais on sait que l'objet n'est rien en réalité, il n'est que par son symbolisme et son allure, que par le contexte, que par la réflexion qu'il fait naître chez le regardeur. »

— Jean Bouret

« L'œuvre dont nous avons gardé en mémoire la puissante construction, la matière somptueuse et les tonalités sévères (terres, ocres, noirs), traitait de thèmes durs : un sanglier mort dominait un ensemble d'où émergeait aussi un raccommodeur de filet parmi les natures mortes et une femme assise. Elle s'imposait d'emblée. Minaux en parlait avec une simplicité bourrue. Oui, il était réaliste à une époque où il était de bon ton d'être abstrait. La simplicité d'un artisan, une flamme vraie. »

— Jean Lacouture

« Un regard sur les œuvres antérieures de Minaux nous montre l'homme attentif à la nature, attentif aux objets et peu à peu se dégageant par l'attrait de l'art égyptien, puis en raréfiant le modèle ou le prétexte (études d'atelier) pour bientôt passer des formes livrées des instruments de musique à la musique elle-même, et s'y livrant pour se délivrer. Il faut être absolument classique. Il n'y a pas d'autre moyen d'être moderne. »

— Robert Marteau

« Prix de la Critique 1949(Bernard Buffet l'avait obtenu l'année précédente), Minaux dégraissait les volumes pour ne garder que les formes élémentaires. Il restera comme un bon ouvrier de la peinture, fidèle à ce que Guillaume Apollinaire appelait "la déplorable réalité" : un dessin expressif de graveur, une palette grave et généreuse. »

— Gérald Schurr

« Son œuvre, consacrée à la réalité quotidienne, qui s'est refusée à participer aux problèmes plastiques de l'époque, amère dans ses débuts puis progressivement plus sereine, a contribué en son temps à donner une suite à la production de l'École de Paris de l'entre-deux-guerres, caractéristique d'une société en quête d'un confort sans histoires. »

— Jacques Busse

## Collections publiques

### Australie

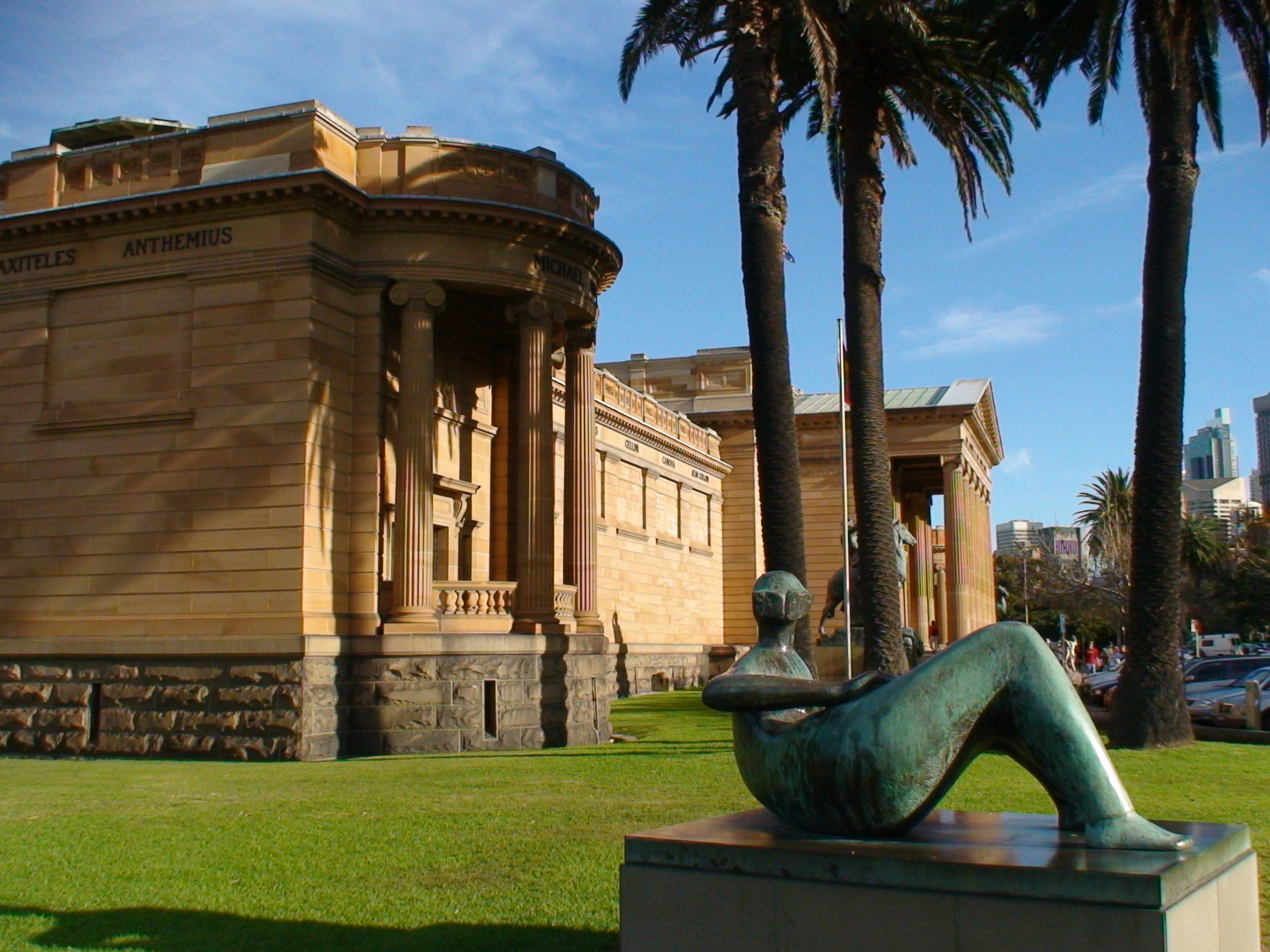
Galerie d'art de Nouvelle-Galles du Sud, Sydney.

- Musée national d'Australie-Méridionale, Adélaïde, Portrait d'un garçon, dessin 26 × 19 cm[40].
- Galerie d'art de Nouvelle-Galles du Sud, Sydney :
  - Nature morte, huile sur toile 38 × 46 cm, 1951[41].
  - La chaise, lithographie 57 × 38 cm, vers 1954[42].

### États-Unis
- Nasher Museum of Art, Université Duke, Durham (Caroline du Nord), Sans titre (barque), lithographie, 1964[43].
- Musée d'Art d'Indianapolis, Sandra, lithographie[44].
- De Young Museum, San Francisco, 9 lithographies, atelier Fernand Mourlot[45].

### France

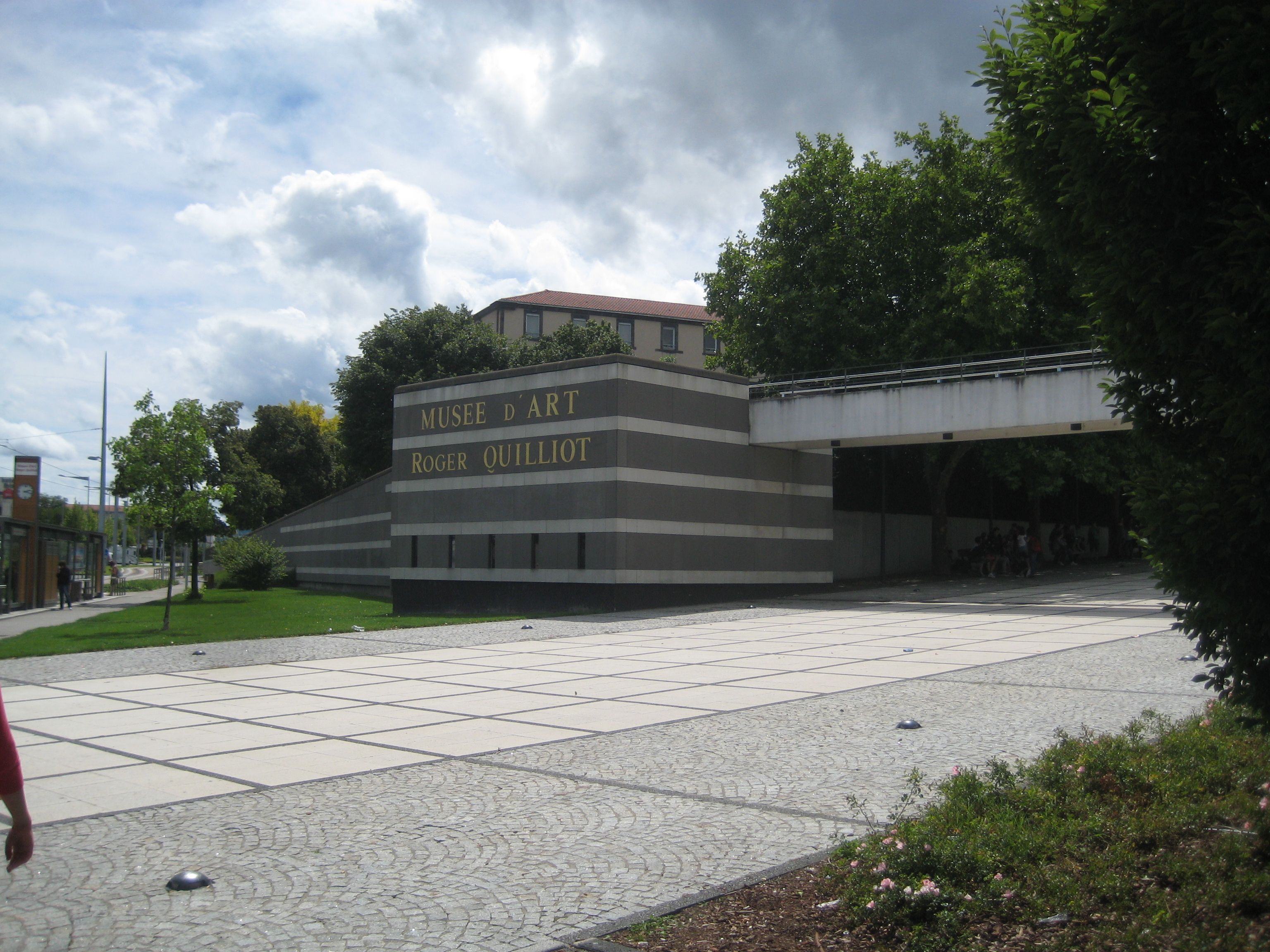
Musée d'Art Roger-Quilliot, Clermont-Ferrand.

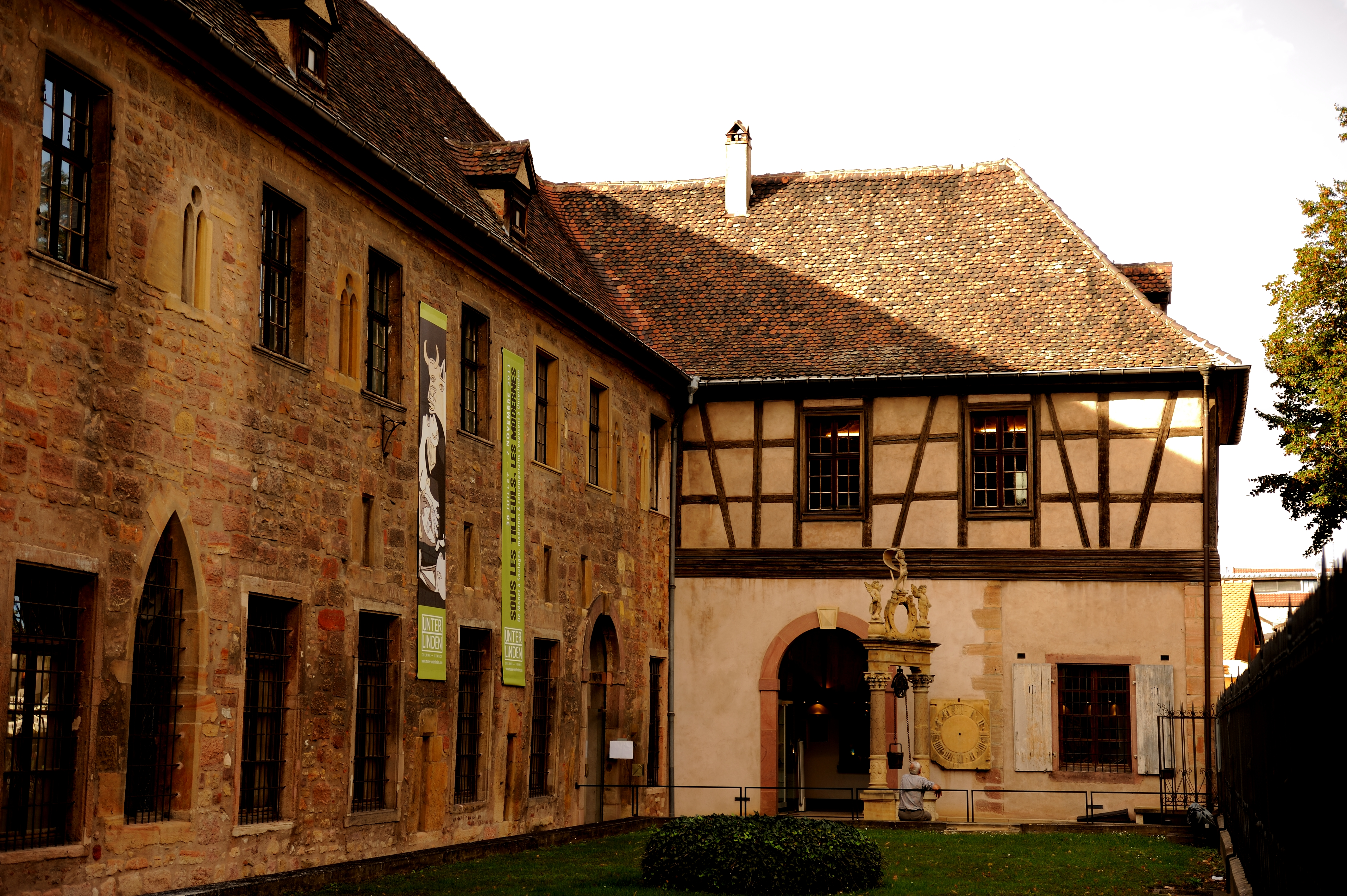
Musée d'Unterlinden, Colmar.

- Musée Albert-André, Bagnols-sur-Cèze, Le porteur de bouteilles, huile sur toile 159x215cm, 1959[46].
- Musée des Beaux-Arts de Besançon[6] :
  - Femme à la fenêtre, huile sur toile 135x200cm, vers 1955.
  - Les deux sœurs, huile, 75x56cm, 1960.
  - La barque échouée, huile sur toile 100x65cm, 1963.
- Musée d'Art Roger-Quilliot, Clermont-Ferrand[6].
  - Les Guérites, huile sur toile.
  - Nu à la barque, huile sur toile 150x115cm, vers 1957[32].
  - Buste de femmes, huile sur toile 61x38cm, 1968.
  - Bouquet de fleurs aux arums, huile sur toile 130x97cm, vers 1959.
- Université de Clermont-Ferrand, Femme à sa toilette, huile sur toile 130x195cm[6].
- Musée d'Unterlinden, Colmar[13],[3],[6] :
  - Le Chevreuil, huile sur toile, 245x130cm, 1951.
  - La Moisson, huile sur toile 250x210cm, 1951.
  - La Sieste, huile sur toile 310x389cm, 1955.
  - La Dinde, huile sur toile 137x70cm, 1958.
  - L'épave, huile sur toile 210x300cm, 1962.
  - La barque, huile sur toile 150x150cm.
  - Marine, huile sur toile 110x45cm, 1963.
  - Les deux amies, huile sur toile 194x134cm, 1967.
  - Nature morte, huile sur toile 146x114cm.
- Musée Baron-Martin, Gray (Haute-Saône), Église de Thoury-Férottes, huile sur toile 97x130cm[6].
- Musée Sainte-Croix des Sables-d'Olonne.
- Musée de la Cour d'Or, Metz.
- Cathédrale Saint-Pierre-et-Saint-Paul de Nantes, Descente de croix, huile sur toile 195x130cm, 1956[6].
- Département des estampes et de la photographie de la Bibliothèque nationale de France.
- Musée d'Art moderne de la ville de Paris.
- Musée national d'Art moderne, Paris, deux toiles, ancienne collection George Besson :
  - Les deux sœurs, huile sur toile 75x66cm, 1959.
  - La barque échouée, huile sur toile 65x100cm, 1962.
- Musée Sainte-Croix, Poitiers, Portrait de femme, huile sur toile 100x81cm, 1949[6].
- Fonds national d'art contemporain, Puteaux, Femme et homard, huile sur toile 210x203cm[6].
- Musée Mandet, Riom[6] :
  - Barque sur le sable, huile sur toile 65x140cm, 1963.
  - Brune au long cou, huile sur toile 65x5Ocm, 1965.
- Musée Denys-Puech, Rodez, Les deux Brêmes, huile sur toile 54x65cm[6].

### Nouvelle-Zélande
- Musée de la Nouvelle-Zélande Te Papa Tongarewa, Wellington, Bouquet d'automne, lithographie, 1964[47].

### Royaume-Uni

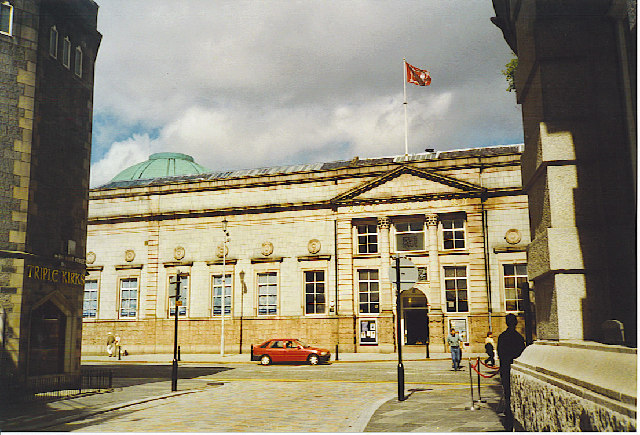
Aberdeen Art Gallery, Aberdeen.

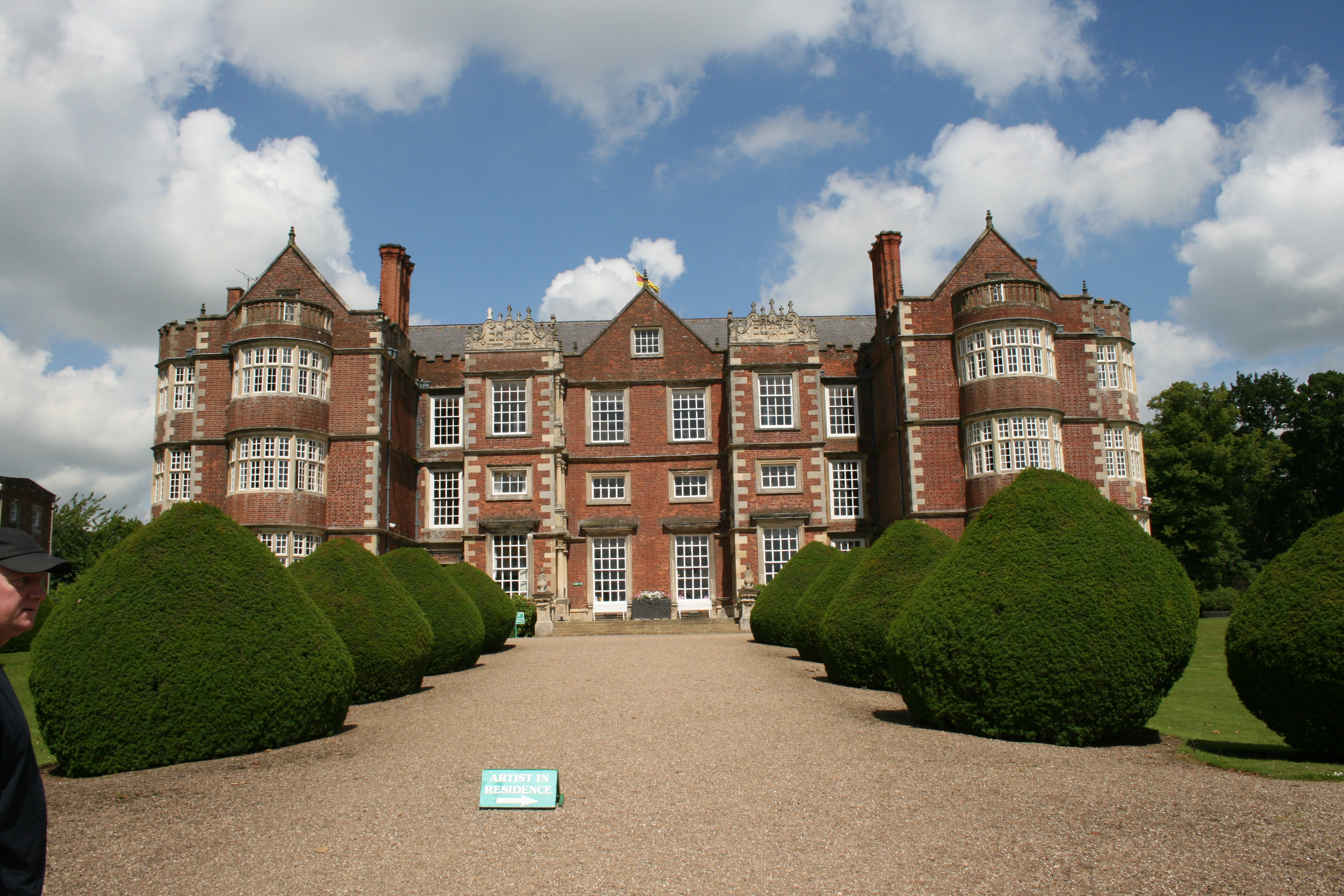
Burton Agnes Hall, Driffield.

- Aberdeen Art Gallery (en), Aberdeen, Nature morte, huile sur toile[48].
- Burton Agnes Hall, Driffield[6] :
  - Nature Morte aux fleurs, huile sur toile 81 × 65 cm, 1954.
  - Le repos sur l'herbe, huile sur toile 150 × 150 cm.
  - L'église de Salins, huile sur toile 81 × 100 cm, 1956.
  - Le Patissier, huile sur toile 162 × 114 cm, 1960.
- Tate Modern, Londres, Fauteuil dans un intérieur, huile sur toile[49].
- Victoria and Albert Museum, Londres, Le hibou, lithographie[50].

### Suisse
- Musée d'art de Pully (Suisse).

## Collections privées
- Jean Bouret, Fenêtre ouverte, huile sur toile 100 × 81 cm[51].
- Eric Estorick (en), Londres[29].

## Ouvrages illustrés
- André Gide, Les Faux-monnayeurs, portrait-frontispice par André Minaux, 3 000 exemplaires numérotés, éditions André Sauret, série du grand prix des Meilleurs romans du demi-siècle, 1950.
- Blaise Cendrars, La Grand'route, 27 lithographies priginales par André Minaux, 120 exemplaires numérotés, éditions Bibliophiles et graveur d'aujourd'hui, 1952.
- Eugène Fromentin, Dominique, portrait-frontispice par André Minaux, 3 000 exemplaires numérotés, Imprimerie nationale/André Sauret, 1953.
- Jules Barbey d'Aurevilly, L’Ensorcelé, 49 lithographies originales par André Minaux, 140 exemplaires numérotés, éditions Les Bibliophiles de France, 1955.
- Juliette Darle, Je t'aime, dessins d'André Minaux, Éditions Caractères, 1955.
- Trois Fabliaux du Moyen Âge, adaptation de P. Imbs, frontispice et 25 compositions par André Minaux, éditions Les Bibliophiles de l'Est, 1956.
- Octave Mirbeau, Le Calvaire, portrait-frontispice (lithographie originale) par André Minaux, 3 000 exemplaires numérotés, Imprimerie Nationale/André Sauret, 1958.
- Jules Renard, Les Philippe, 27 lithographies originales d'André Minaux, 160 exemplaires numérotés, éditions Les Francs-Bibliophiles, 1958.
- Paul Léautaud, Le Petit Ami, 20 lithographies originales par André Minaux, 135 exemplaires numérotés, éditions Société normande des Amis du Livre, 1960.
- Catalogue des vins Nicolas, éditions Draeger, 1962.
- Pierre Lyautey et Raymond Cogniat, L'Histoire de la France, 4 volumes illustrés par Paul Aïzpiri, Louis Berthomme Saint-André, Yves Brayer, Bernard Buffet, Christian Caillard, Roger Chapelain-Midy, Michel Ciry, Lucien Coutaud, André Dignimont, Lucien Fontanarosa, Michel de Gallard, Édouard Goerg, André Hambourg, Jean Jansem, Édouard Georges Mac-Avoy, André Minaux, Clément Serveau, Kostia Terechkovitch, Louis Touchagues, Pierre-Yves Trémois, Club du livre, Philippe Lebaud, 1963.
- Ernest Hemingway (introduction de Jean Dutourd), Le vieil homme et la mer - En avoir ou pas, lithographies originales d'André Minaux, Éditions André Sauret, 1963.
- Ernest Hemingway, Œuvres complètes, lithographies originales par André Minaux, André Masson, Jean Carzou, Alexandre Garbell, Orlando Pelayo, Luc Simon, Paul Guiramand, Jean Commère et Lucien Fontanarosa, 8 volumes, Imprimerie nationale/André Sauret, 1963-1965.
- Marguerite Duras, Moderato cantabile, 20 lithographies originales par André Minaux, 200 exemplaires numérotés, éditions Le Livre contemporain et Les Bibliophiles franco-suisses, 1964.
- François Mauriac, Œuvres romanesques, 2 tomes, Flammarion, Paris, 1965.
- Hervé Bazin, Vipère au poing, 23 lithographies priginales par André Minaux, 120 exemplaires numérotés, éditions Société Hippocrate et ses amis, 1965.
- Jean Giono, Regain, 20 lithographies originales par André Minaux, 300 exemplaires numérotés, Club du livre - Philippe Lebaud, 1965.
- Claude Aveline, Yves Berger, Luc Decaunes, François Nourissier, Marguerite Duras, René de Obaldia, Marcel Béalu, Jacques Brosse, Robert Marteau, Armand Lanoux, Louise de Vilmorin, Claude Roy, Robert Ganzo, Lucien Becker, Pierre-Albert Birot, Jean Blanzat, Michel Butor, Guilherme Figueiredo, Alain Bosquet et Pierre Mac Orlan, Variations sur l'amour, lithographies originales de Georges Rohner, Maurice-Élie Sarthou, Jules Cavaillès, Michel Rodde, André Minaux, Pierre-Yves Trémois, Leonor Fini, Leonardo Cremonini, Paul Guiramand, Blasco Mentor, Édouard Georges Mac-Avoy, Marcel Mouly, Édouard Pignon, Jean Commère, Ossip Zadkine, Lucien Coutaud, André Masson, Félix Labisse, Yves Brayer et André Planson, 190 exemplaires numérotés, Club du livre - Philippe Lebaud, 1965.
- Robert Marteau, catalogue de l'exposition André Minaux, 6 lithographies originales d'André Minaux (atelier Fernand Mourlot), Galerie Maurice Garnier, 1968.
- L'atelier, album de lithographies originales de Paul Aïzpiri, Guy Bardone, André Brasilier, Bernard Buffet, André Cottavoz, René Genis, Paul Guiramand, Jean Jansem, André Minaux, Gravure Matignon, Paris, 1970.
- Jean Giono, Le hussard sur le toit, lithographies originales par André Minaux, collection « Prix littéraires Prince Pierre de Monaco », André Sauret, 1971.
- Robert Marteau, Hélène, recueil de dix poèmes, dix lithographies originales d'André Minaux, éditions André Sauret, 1974.
- Albert Camus, Œuvres complètes, 8 volumes, lithographies originales de Jean Jansem, Bernard Buffet, Pierre Garcia-Fons, André Minaux, André Hambourg, 200 exemplaires numérotés, Éditions André Sauret, 1978-1979.
- Julien Gracq, Le Roi Cophétua, gravures à l'aquatinte par André Minaux, 160 exemplaires nominatifs ou numérotés, éditions Les Bibliophiles de Provence, 1982.
- Robert Marteau, Les Secrets du métier, 8 aquatintes originales par André Minaux, 110 exemplaires numérotés, éditions Claire Martin du Gard, 1990.